# 마삭줄
마삭줄(Trachelospermum asiaticum var. asiaticum)은 상록의 덩굴성 목본으로서, 줄기는 길게 뻗으며, 부착근을 내어 바위나 나무 등에 기어오른다. 잎은 마주 달려 있는데, 타원형으로 두꺼우며 윤이 나고 뒷면에는 털이 나 있다. 꽃은 흰색으로, 5월경이 되면 잎겨드랑이나 가지 끝에 취산꽃차례를 이룬다. 열매는 8~9월에 익으며 원통형의 골돌로 가을에 익으며, 씨의 끝에는 여러 개의 긴 털이 나 있다. 산과 들 및 숲속·바위 틈에서 자라며, 꽃향기가 좋아 관상용으로 널리 재배되고 있다.